# Елой де ла Іглесіа
Ело́й де ла Ігле́сіа (фр. Eloy de la Iglesia; нар. 1 січня 1944, Сарауц, Гіпускоа, Країна Басків Іспанія — пом. 23 березня 2006, Мадрид, Іспанія) — іспанський кінорежисер і сценарист, письменник.

## Біографія
Елой де ла Іглесіа народився 1 січня 1944 року в Сарауці, що в автономній спільноті Країна Басків у провінції Гіпускоа. Юнаком переїхав до Мадрида з наміром вивчати філософію і літературу. У старших класах школи став затятим сінефілом; не маючи можливості через вікові обмеження реалізувати свою любов до кіно в la Escuela Oficial de Cinematografía, відвідував курси в знаменитому паризькому IDHEC (зараз La femis).
Де ла Іглесіа не приховував своєї гомосексуальності і лівих поглядів, — це теми і проблематика його «гострих» і часто шокуючих фільмів. Наприкінці 1970-х режисер вперше звернувся у своїх фільмах до табуйованих у той час в Іспанії тем, таких як злочинність неповнолітніх, соціальна дезінтеграція через безробіття і вживання наркотиків, гомосексуальність (і гомофобія), питання баскського націоналізму, поєднуючи іноді все в одному фільмі.
Критика нерідко позиціонує режисера як «іспанського Пазоліні» і порівнює з Р. В. Фасбіндером, — у свою чергу, де ла Іглесіа безперечний вплив зробив на свого співвітчизника Педро Альмодовара. 
Знявши 21 фільм за 20 років (1966—1986), мав тривалу перерву в роботі через наркотичну залежність, — проблеми, яку йому, здається, вдалося цілком успішно вирішити (травень 1996). Відомий його крилатий вислів: «Мій потяг до наркотиків ніщо порівняно з моїм потягом до кіно» («Mi adiccion a la droga es poca cosa comparada con mi adiccion al cine»).
Де ла Іглесіа помер 23 березня 2006 року, у віці 62 років після операції по видаленню злоякісної пухлини.

## Фільмографія
Режисер і сценарист
| Рік       |     | Назва українською                 | Оригінальна назва                    | Режисер | Сценарист |
| --------- | --- | --------------------------------- | ------------------------------------ | ------- | --------- |
| 1966      |     | Фантазія Fantasía... 3            | Fantasía... 3                        | Так     | Так       |
| 1969      |     | Щось гірке у роті                 | Algo amargo en la boca               | Так     | Так       |
| 1970      |     | Кільце                            | Cuadrilátero                         | Так     |           |
| 1971      |     | Скляна стеля                      | El techo de cristal                  | Так     | Так       |
| 1973      |     | Тиждень вбивці                    | La semana del asesino                | Так     | Так       |
| 1973      |     | Крапля крові, щоб померти люблячи | Una gota de sangre para morir amando | Так     |           |
| 1973      |     | Ніхто не почув її крику           | Nadie oyó gritar                     | Так     | Так       |
| 1975      |     | Гра в заборонене кохання          | Juego de amor prohibido              | Так     | Так       |
| 1976      |     | У другій спальні                  | La otra alcoba                       | Так     | Так       |
| 1977      |     | Таємні задоволення                | Los placeres ocultos                 | Так     | Так       |
| 1977      |     | Істота                            | La criatura                          | Так     |           |
| 1978      |     | Священик                          | El sacerdote                         | Так     |           |
| 1979      |     | Депутат                           | El diputado                          | Так     | Так       |
| 1980      |     | Страх виходити увечері            | Miedo a salir de noche               | Так     | Так       |
| 1980      |     | Шпана                             | Navajeros                            | Так     | Так       |
| 1981      |     | Міністр дружини                   | La mujer del ministro                | Так     | Так       |
| 1982      |     | Колеги                            | Colegas                              | Так     | Так       |
| 1983      |     | Голка                             | El pico                              | Так     | Так       |
| 1984      |     | Голка 2                           | El pico 2                            | Так     | Так       |
| 1985      |     | Інший поворот                     | Otra vuelta de tuerca                | Так     | Так       |
| 1987      |     | Тютюнниця із Вальєкаса            | La estanquera de Vallecas            | Так     | Так       |
| 2000-2006 | т/с | Студія 1                          | Estudio 1                            | Так     | Так       |
| 2003      |     | Болгарські коханці                | Los novios búlgaros                  | Так     | Так       |

## Визнання
| Нагороди та номінації Елоя де ла Іглесіа                         | Нагороди та номінації Елоя де ла Іглесіа           | Нагороди та номінації Елоя де ла Іглесіа | Нагороди та номінації Елоя де ла Іглесіа |
| Рік                                                              | Категорія                                          | Фільм                                    | Результат                                |
| ---------------------------------------------------------------- | -------------------------------------------------- | ---------------------------------------- | ---------------------------------------- |
| Премія латиноамериканських критиків в царині розваг (Premio ACE) |                                                    |                                          |                                          |
| 1982                                                             | Кіно — Найкращий режисер                           | Священик                                 | Перемога                                 |
| Міжнародний кінофестиваль у Чикаго                               |                                                    |                                          |                                          |
| 1979                                                             | Гран-прі Золотий Г'юго за найкращий художній фільм | Депутат                                  | Номінація                                |
| 1983                                                             | Гран-прі Золотий Г'юго за найкращий художній фільм | Колеги                                   | Номінація                                |
| Іспанський кінофестиваль в Малазі                                |                                                    |                                          |                                          |
| 2003                                                             | Приз Золота Біснага                                | Болгарські коханці                       | Номінація                                |
| Філадельфійський міжнародний гей-лесбійський кінофестиваль       |                                                    |                                          |                                          |
| 2003                                                             | Приз журі за найкращий гей-фільм                   | Болгарські коханці                       | Перемога                                 |
| Премія Sant Jordi                                                |                                                    |                                          |                                          |
| 2004                                                             | Премія за кар'єру                                  | Премія за кар'єру                        | Перемога                                 |